# エリック・ルイス
エリック・ルイス（Eric Lewis、1971年5月20日 - ）は、NBAの審判員。
2004年以降18シーズンで1,098試合を担当した。彼はまた、6回のNBAファイナルゲームを含む82回のプレーオフゲームの審判を担当した。

## 概略
エリックがNBAの審判スタッフに加わる前、NBAGリーグ(2004 ファイナルを含む) で3シーズン、US バスケットボールリーグで2シーズン、出身地フロリダの高校バスケットボールで 6シーズンの審判を務めた。